# Liarea aupouria tara
Liarea aupouria tara es una especie de molusco gasterópodo de la familia Pupinidae. 

## Distribución geográfica
Se encuentra en Nueva Zelanda